# Fautrix candida
Fautrix candida är en snäckart som beskrevs av B.A. Marshall 1995. Fautrix candida ingår i släktet Fautrix och familjen Calliostomatidae. Inga underarter finns listade i Catalogue of Life.